# سیارک ۱۳۷۲۴
سیارک ۱۳۷۲۴ (به انگلیسی: 13724 Schwehm، نامگذاری:1998QF55) سیزده هزار و هفتصد و بیست و چهارمین سیارک کشف شده‌است که در ۲۷ اوت ۱۹۹۸ کشف شد.
قدر مطلق سیارک برابر ۲۳.۴ است.